# Breganzona

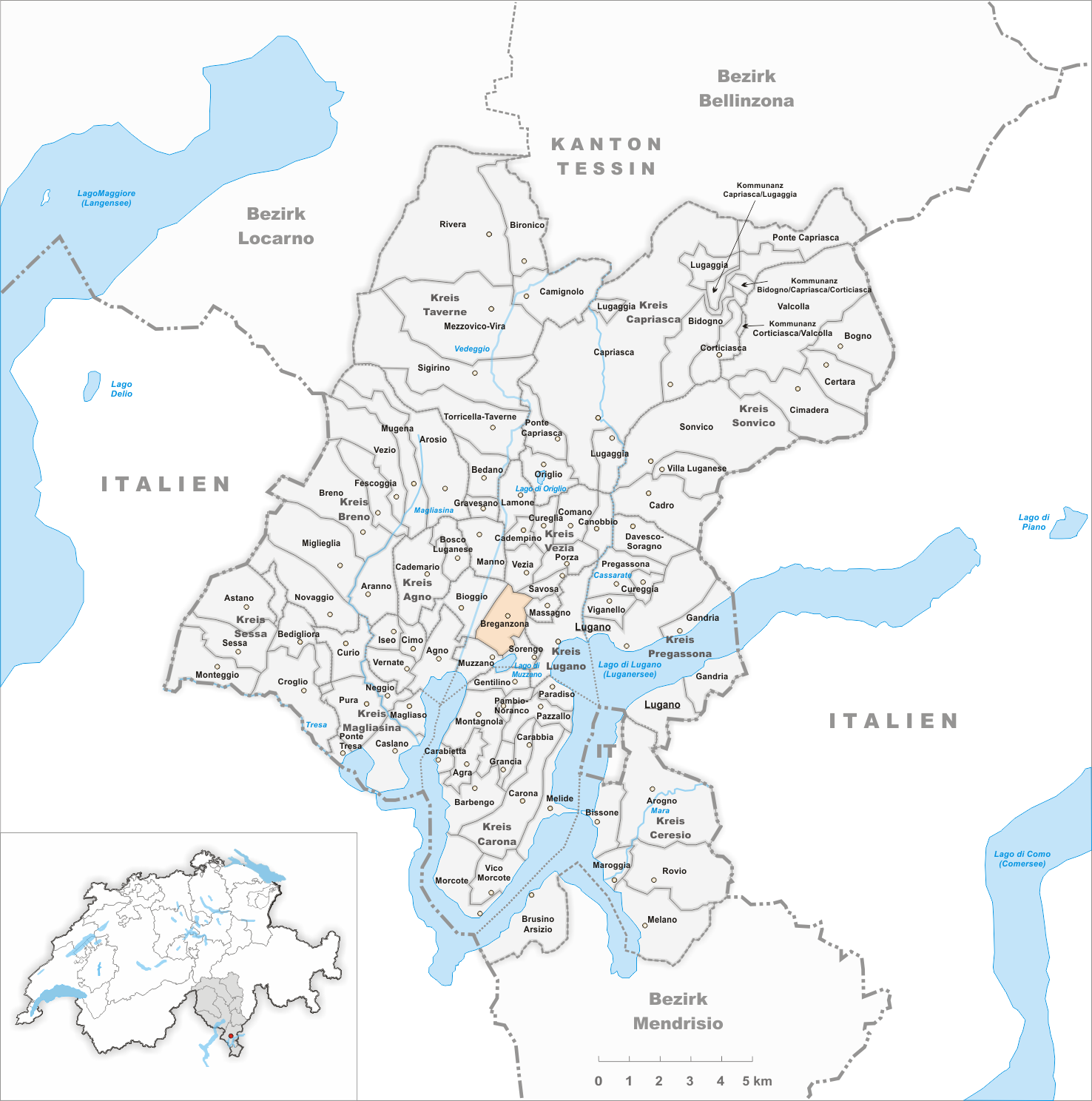
Gemeindestand vor der Fusion 4. April 2004

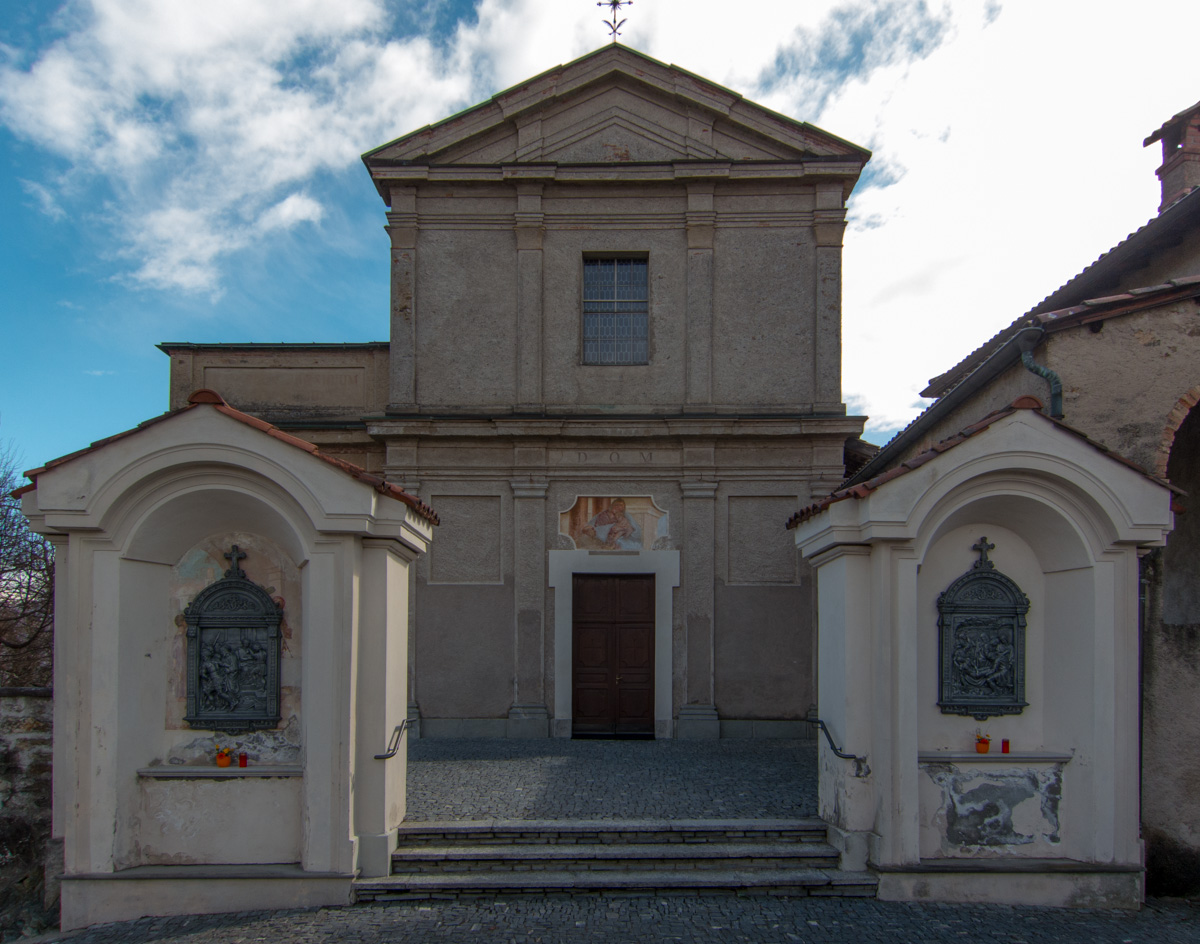
Pfarrkirche Santi Quirico e Giulitta

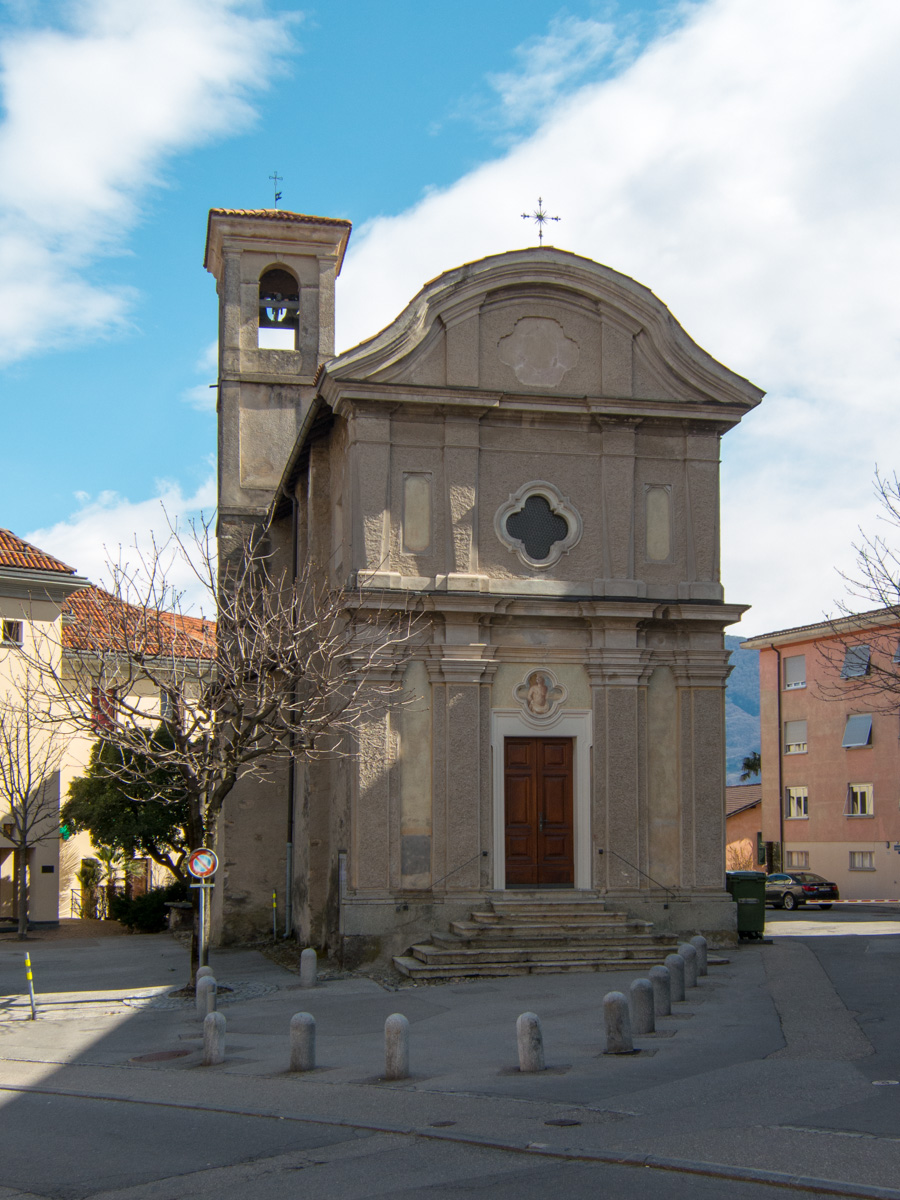
Kirche San Sebastiano

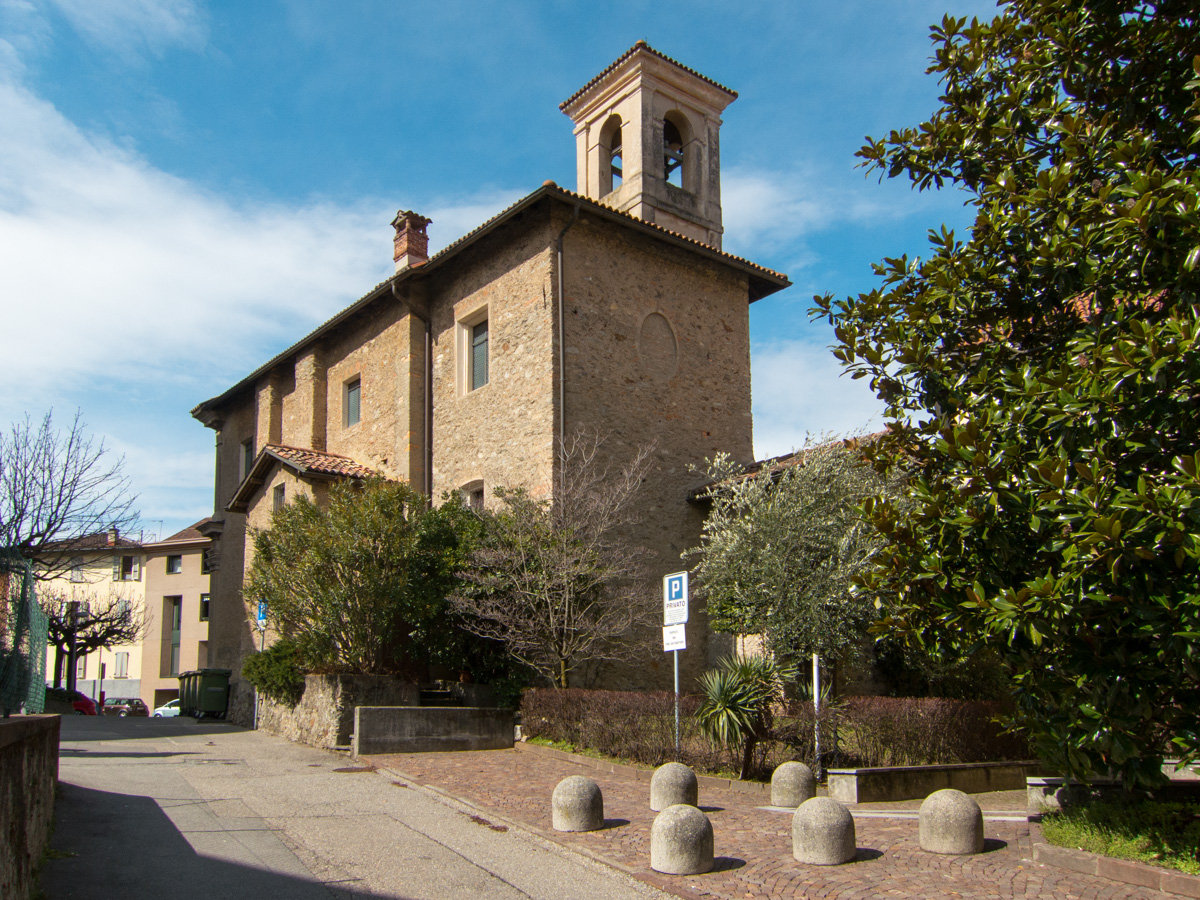
San Sebastiano

Breganzona ist ein Quartier der Stadt Lugano im Kreis Lugano West, im Bezirk Lugano im Schweizer Kanton Tessin.

## Geographie
Es befindet sich auf einem Hügel westlich des Kerngebietes von Lugano. Bis zur Eingemeindung in die Stadt Lugano am 4. April 2004 bildete es eine selbstständige politische Gemeinde. Es umfasste mehrere Fraktionen und den Ort Biogno. Das einstige Dorf zählte im Jahre 2000 4782 Einwohner.
Das ehemalige Dorf liegt am Abhang eines Hügels, der sich vom Val d’Agno im Westen erhebt, im Osten gegen das Becken von Cortivallo und im Süden gegen den Lago di Muzzano abfällt.

## Geschichte
Breganzona wurde 984 als Brianzona erstmals erwähnt. Im 12. Jahrhundert hatte das Mailänder Kloster Sant’Ambrogio hier Grundbesitz. Die Einwohner von Breganzona und Biogno lebten von Weinbau, Schaf- und Rinderzucht, Kastanienwäldern und Seidenraupenzucht. Um 1890 gab es 1500 Maulbeerbäume.
Das 1022 erstmals erwähnte Biogno schloss sich 1925 an Breganzona an, während deren Fraktion Mulini zur Gemeinde Bioggio kam.

## Infrastruktur
Das Hotelangebot ist Teil der touristischen Infrastruktur Luganos. Verkehrlich wurde Breganzona früher durch den Trolleybus Lugano erschlossen, heute durch die Autobusse der Linien 1, 15 und 16 der Trasporti Pubblici Luganesi. Die Hauptstrasse 401 von Lugano nach Bioggio führt im Nordosten am Ortskern vorbei, ein Zubringer zum etwa 2 Kilometer entfernten Anschluss Lugano-Nord der Autobahn A2.

## Bevölkerung

### Bevölkerungsentwicklung
Einwohnerzahlen: Volkszählungsdaten  Daten ab 1930 inkl. des 1925 eingemeindeten Teils von Biogno

## Sehenswürdigkeiten
- Die Kirche San Sebastiano in Breganzona stammt aus dem Jahre 1579[3]. Im Innern: Santa Liberata Altar[3] und Fresko Sant’Antonio abate[3]
- Im Ortsteil Biogno: die 1489 erbaute Pfarrkirche Santi Quirico e Giulitta hatte Beziehungen zum Kloster San Pietro in Ciel d’Oro in Pavia[3]
- Kreuzwegkapellen[3]
- Im Friedhof: Grab Carlo Frascas, ehemaliger Gemeindepräsident von Lugano, Marmorbüste von Vincenzo Vela[3]
- Zwei Zwillingvillen an der Via Lucino, erbaut 2006–2007, Architekt Francesco Scoglio

## Kultur
- Liceo Diocesano Papst Pius XII., ehemaliges Seminario Minore Collegio Pio XII im Ortsteil Lucino[4][5][6][7]
- Fondazione Germaine Keyaerts de Hochschild für Unterhaltung des Liceo Diocesano Pio XII[8]

## Musik
- Anton Röllin, Komponist, Breganzona: Marsch, für Blech- oder Harmoniemusik[9]

## Sport
- Associazione Sportiva Breganzona[10]
- Atletico Lugano Breganzona[11]